# The Rockafeller Skank
«The Rockafeller Skank» ― сингл британского диджея Fatboy Slim, выпущенный с альбома You’ve Come a Long Way, Baby. Сингл достиг 6-го места в UK Singles Chart в июне 1998 года и возглавил Icelandic Singles Chart в течение недели в том же месяце. Это был второй сингл Fatboy Slim, вошедший в американский чарт Billboard Hot 100.

## Критика
Ларри Флик из журнала Billboard писал: 
Используя старомодные диджейские приемы (царапание и повторение произносимой фразы, драматические изменения темпа), Fatboy Slim создал простой шедевр.

Журнал Music & Media прокомментировал: 
Последний хит Нормана Кука соответствует чрезвычайно высокому качеству, которое можно было бы ожидать от ветерана чартов с такими именами, как The Housemartins, Beats International, The Mighty Dubcats и Pizzaman. На этот раз ему каким-то образом удалось сплавить биг-бит с легкой щепоткой панка.

## В культуре
Песня была использована в различных сериалах и фильмах. Среди них «Быть Эрикой», «Дарья», Saturday Night Live, «Секс в большом городе», «Друзья», «Офисное пространство», «Это всё она», «Американский пирог», «Брюс Всемогущий». Она вошла в саундтрек таких видеоигр, как Dance Dance Revolution SuperNOVA, Just Dance 2, FIFA 99. Она также прозвучала на Церемонии закрытия Летних Олимпийских игр 2012.

## Трек-лист
CD
1. "The Rockafeller Skank" (short edit)
2. "The Rockafeller Skank"
3. "Always Read the Label"
4. "Tweakers Delight"

Note: Some mainland European editions omit the album version (track 2)
The edited version is notable at the beginning, as there is a scat effect on the first word of the song. This is removed on the edit featured on the 2006 compilation The Greatest Hits – Why Try Harder.
12"
1. "The Rockafeller Skank"
2. "Always Read the Label"
3. "Tweakers Delight"

## Чарты
| Чарт (1998–2000)                       | Высшая позиция |
| -------------------------------------- | -------------- |
| Австралия (ARIA)                       | 32             |
| Австрия (Ö3 Austria Top 40)            | 23             |
| Бельгия/Фландрия (Ultratip)            | 5              |
| Канада (RPM Top Singles)               | 49             |
| Канада (RPM Dance/Urban)               | 4              |
| Denmark (IFPI)                         | 12             |
| Europe (Eurochart Hot 100)             | 40             |
| Франция (SNEP)                         | 69             |
| Германия (GfK)                         | 28             |
| Iceland (Íslenski Listinn Topp 40)     | 1              |
| Ирландия (IRMA)                        | 15             |
| Italy (Musica e dischi)                | 17             |
| Нидерланды (Single Top 100)            | 45             |
| Новая Зеландия (Recorded Music NZ)     | 17             |
| Норвегия (VG-lista)                    | 20             |
| Шотландия (Scottish Singles Chart)     | 6              |
| Швеция (Sverigetopplistan)             | 16             |
| Швейцария (Schweizer Hitparade)        | 24             |
| Великобритания (UK Singles Chart)      | 6              |
| Великобритания (UK Dance Chart)        | 2              |
| Великобритания (UK Indie Chart)        | 1              |
| США (Billboard Hot 100)                | 76             |
| США (Billboard Alternative Songs)      | 39             |
| US Hot Dance Singles Sales (Billboard) | 2              |
| США (Billboard Mainstream Top 40)      | 21             |

| Чарт (1998)                          | Позиция |
| ------------------------------------ | ------- |
| Canada Dance (RPM)                   | 17      |
| Iceland (Íslenski Listinn Topp 40)   | 61      |
| Sweden (Sverigetopplistan)           | 99      |
| UK Singles (Official Charts Company) | 99      |

| Регион                                                                      | Сертификация | Продажи |
| --------------------------------------------------------------------------- | ------------ | ------- |
| Великобритания (BPI)                                                        | Платиновый   | 600 000 |
| США                                                                         | —            | 141,000 |
| Данные о продажах + прослушиваниях приведены только на основе сертификации. |              |         |